# The Millionaire Vagrant
The Millionaire Vagrant è un film muto del 1917 diretto da Victor L. Schertzinger. Girato sotto la supervisione di Thomas H. Ince, aveva come interpreti Charles Ray, Sylvia Breamer, J. Barney Sherry, John Gilbert, Aggie Herring.

## Trama
Provando poca simpatia per i poveri, il giovane milionario Steven Du Peyster scommette con l'avvocato Malcolm Blackridge che lui potrebbe cavarsela senza problemi anche solo con sei dollari la settimana. Andando a stare nei bassifondi per vincere la scommessa, Steven diventa amico di Ruth, una giovane commessa. Quando la ragazza viene arrestata con l'accusa di adescamento, lui sceglie di lasciar perdere la scommessa per poterla salvare. Mentre cerca di recuperare i suoi beni dall'avvocato, Steven scopre che Blackridge sta derubando la povera gente. La disonestà dell'avvocato viene denunciata durante il processo a Ruth, quando la commessa rivela di essere, in realtà, un detective sotto copertura. Dopo che Blackridge è stato arrestato, Steven e Ruth iniziano a lavorare insieme, dando vita a un programma di riforme per aiutare i diseredati.

## Produzione
Il film, con il titolo di lavorazione The Submerged, fu prodotto dalla Kay-Bee Pictures e dalla New York Motion Picture.

## Distribuzione
Del film non esiste documentazione di copyright.
Distribuito dalla Triangle Distributing e presentato da Thomas H. Ince, il film uscì nelle sale cinematografiche degli Stati Uniti il 27 maggio 1917.
Copia completa della pellicola (positivo 35 mm) si trova conservata negli archivi del George Eastman House di Rochester.